# Cupa Mondială de Rugby din 2015
Cupa Mondială de Rugby din 2015 a fost cea de-a 8-a ediție a Cupei Mondiale de Rugby. S-a desfășurat între 18 septembrie și 31 octombrie 2015 în Anglia, finala fiind programată la Stadionul Twickenham din Londra.
Anglia a fost aleasă să găzduiască această competiție în iulie 2009, învingând candidaturile rivale ale Italiei, Japoniei și Africii de Sud. Organizatorul competiției, Rugby World Cup Limited, a recomandat Anglia celor de la International Rugby Board (IRB; cunoscută și ca World Rugby). După înfrângerile suferite în fața Țării Galilor (25-28) și Australiei (13-33), pentru prima oară în istorie, țara gazdă a fost eliminată încă din faza grupelor. O surpriză a constituit-o și înfrângerea Africii de Sud de către Japonia (32-34). După ce a fost condusă de Canada vreme de 50 de minute, până la scorul de 0-15, România a reușit să-i învingă pe nord-americani cu 15-17, realizând cea mai neașteptată revenire din istoria competiției.
Din cele 20 de echipe participante la Cupa Mondială din 2015, 12 s-au calificat după ce au terminat pe primele trei locuri în grupele lor de la Cupa Mondială de Rugby din 2011. Celelalte opt echipe s-au calificat în urma competițiilor regionale. Din cele 20 de echipe participante la Cupa Mondială din 2011, doar Rusia nu s-a calificat la actuala ediție, fiind înlocuită de Uruguay. Aceasta este prima Cupă Mondială la care nu s-a calificat nici o echipă nouă.

## Stadioane
După nominalizarea Angliei, la 28 iulie 2009, ca țară gazdă s-au anunțat și stadioanele pe care urma să se desfășoare competiția. Variantele finale au fost confirmate, împreună cu calendarul competiției, pe 2 mai 2013: 12 stadioane din Anglia la care s-a adăugat Millenium Stadium din Țara Galilor. În 2011 IRB a aprobat utilizarea Millenium Stadium, în ciuda faptului că era din afara țării organizatoare, datorită capacității sale și a locației strategice. Din cele treisprezece stadioane, două sunt folosite ca stadioane de rugby (Kingsholm Stadium și Sandy Park), două sunt stadioane naționale de rugby (Twickenham și Millenium Stadium), două au întrebuințări multiple (Stadionul Wembley și Stadionul Olimpic), iar restul aparțin unor cluburi de fotbal.
Alte stadioane care nu au fost selectate în final au fost Stadium of Light din Sunderland, Ricoh Arena din Coventry, St Mary's Stadium din Southampton, Pride Park Stadium din Derby, Anfield din Liverpool și Ashton Gate din Bristol. La 23 aprilie 2013 Old Trafford a fost scoasă de pe listă la cererea proprietarilor, Manchester United F.C., spunând că au obligații să găzduiască meciuri din campionatul de rugby, precum și finala Super League, numită Grand Final, temându-se că terenul se va degrada. Organizatorii Cupei Mondiale au discutat cu vecinii de la Manchester City FC pentru închirierea arenei acestora ca înlocuire. City a fost de acord să le fie utilizat stadionul, dar doar pentru un meci (față de trei câte urmau să fie organizate pe Old Trafford) din cauza meciurilor de fotbal. Etihad Stadium, așa cum este cunoscut stadionul din motive de sponsorizare, urmează să fie numit „Manchester City Stadium” pe durata turneului.
| Londra                                     | Londra                                  | Londra                               | Cardiff (Țara Galilor)                        |  |
| ------------------------------------------ | --------------------------------------- | ------------------------------------ | --------------------------------------------- |  |
| Stadionul Twickenham Capacitate: 81.605    | Stadionul Wembley Capacitate: 90.000    | Stadionul Olimpic Capacitate: 54.000 | Millennium Stadium Capacitate: 74.154         |  |
| Stadionul Twickenham.                      | Stadionul Wembley.                      | Stadionul Olimpic.                   | Millennium Stadium de Cardiff.                |  |
| Manchester                                 | Newcastle-upon-Tyne                     | Leeds                                | Leicester                                     |  |
| Manchester City Stadium Capacitate: 47.800 | St James' Park Capacitate: 52.000       | Elland Road Capacitate: 37.914       | Leicester City Stadium Capacitate: 32.312     |  |
| City of Manchester Stadium.                | Stadionul St James' Park din Newcastle. | Stadionul Elland Road din Leeds.     | King Power Stadium.                           |  |
| Birmingham                                 | Gloucester                              | Milton Keynes                        | Brighton                                      |  |
| Villa Park Capacitate: 42.785              | Kingsholm Stadium Capacitate: 16.500    | Stadium:mk Capacitate: 30.717        | Brighton Community Stadium Capacitate: 30.750 |  |
| Villa Park.                                | Kingsholm Stadium.                      | Stadium:mk.                          | Falmer Stadium.                               |  |
| Exeter                                     |                                         |                                      |                                               |  |
| Sandy Park Capacitate: 12.000              |                                         |                                      |                                               |  |
| Sandy Park                                 |                                         |                                      |                                               |  |

## Calificările
Anglia este calificată automat ca țară organizatoare. Primele trei echipe din fiecare grupă la Cupa Mondială din 2011 sunt calificate direct în faza finală. Pentru ocuparea celorlalte locuri rămase libere s-au organizat competiții regionale așa cum este Cupa Europeană a Națiunilor
| Hartă | Europa (FIRA-AER) | America de Sud (CONSUR)                                          | Africa (CAR)                                                       |
| --- | --- | ---------------------------------------------------------------- | ------------------------------------------------------------------ |
| | - Anglia: a 8-a participare la faza finală - Irlanda: a 8-a - Italia: a 8-a - Franța: a 8-a - Scoția: a 8-a - Țara Galilor: a 8-a - Georgia: a 4-a - România: a 8-a | - Argentina: a 8-a participare la faza finală - Uruguay: a 3-a   | - Africa de Sud: a 6-a participare la faza finală - Namibia: a 5-a |
| Oceania (FORU)                                                                                                   | - Anglia: a 8-a participare la faza finală - Irlanda: a 8-a - Italia: a 8-a - Franța: a 8-a - Scoția: a 8-a - Țara Galilor: a 8-a - Georgia: a 4-a - România: a 8-a | America de Nord, Antile, Caraibe (NACRA)                         | Asia (ARFU)                                                        |
| - Australia: a 8-a participare la faza finală - Noua Zeelandă: a 8-a - Fiji: a 7-a - Samoa: a 7-a - Tonga: a 7-a | - Anglia: a 8-a participare la faza finală - Irlanda: a 8-a - Italia: a 8-a - Franța: a 8-a - Scoția: a 8-a - Țara Galilor: a 8-a - Georgia: a 4-a - România: a 8-a | - Canada:a 8-a participare la faza finală - Statele Unite: a 7-a | - Japonia: a 8-a participare la faza finală                        |

## Meciurile

### Faza grupelor
Cele 20 de echipe participante au fost împărțite în patru grupe ale fazei grupelor. În fiecare grupă se joacă după sistemul fiecare cu fiecare, în care fiecare echipă joacă împotriva tuturor celorlalte echipe din grupa în care se află. Echipele primesc patru puncte pentru o victorie, două puncte pentru un egal și nici un punct pentru înfrângere. O echipă care înscrie 4 sau mai multe eseuri primește un punct bonus, ca și echipa care pierde un meci la șapte puncte sau mai puțin.
| Grupa A                                    | Grupa B                                          | Grupa C                                      | Grupa D                              |
| ------------------------------------------ | ------------------------------------------------ | -------------------------------------------- | ------------------------------------ |
| Australia Anglia Țara Galilor Fiji Uruguay | Africa de Sud Samoa Scoția Japonia Statele Unite | Noua Zeelandă Argentina Tonga Georgia Nambia | Franța Irlanda Italia Canada România |

Echipele care termină pe primele două locuri în fiecare grupă se califică în sferturile de finală. Echipele de pe primele trei locuri se vor califica automat la Cupa Mondială de Rugby din 2019 (Japonia a obținut deja calificarea ca țară organizatoare). 

Criterii de departajare
Dacă două sau mai multe echipe vor fi la egalitate de puncte, se vor aplica următoarele criterii de departajare:
1. Rezultatul meciului direct (nu se va lua în considerare dacă sunt la egalitate mai mult de două echipe);
2. Diferența între punctele marcate și cele încasate în toate meciurile din grupă;
3. Diferența între eseurile marcate și cele încasate în toate meciurile din grupă;
4. Punctele marcate în toate meciurile din grupă;
5. Cele mai multe eseuri marcate în toate meciurile din grupă;
6. Clasamentul oficial al World Rugby Rankings de la data de 12 octombrie 2015.[7]

J = Numărul de meciuri jucate; C = Numărul de meciuri câștigate; E = Numărul de meciuri încheiate la egalitate; Î = Numărul de meciuri pierdute; EM = Numărul de eseuri marcate (Eseuri Marcate); PP = Numărul de puncte marcate în meciuri (Puncte Pentru); PÎ = Numărul de puncte încasate în meciuri (Puncte Încasate); +/- = Diferența PP - PÎ; PB = Puncte bonus ; Pt = Numărul total de puncte în grupă.

#### Grupa A
| Loc | Echipa       | J | C | E | Î | EM | PP  | PÎ  | +/−  | PB | Pt |
| --- | ------------ | - | - | - | - | -- | --- | --- | ---- | -- | -- |
| 1   | Australia    | 4 | 4 | 0 | 0 | 17 | 141 | 35  | +106 | 1  | 17 |
| 2   | Țara Galilor | 4 | 3 | 0 | 1 | 11 | 111 | 62  | +49  | 1  | 13 |
| 3   | Anglia       | 4 | 2 | 0 | 2 | 16 | 133 | 75  | +58  | 3  | 11 |
| 4   | Fiji         | 4 | 1 | 0 | 3 | 10 | 84  | 101 | -17  | 1  | 5  |
| 5   | Uruguay      | 4 | 0 | 0 | 4 | 2  | 30  | 226 | -196 | 0  | 0  |

| 18 septembrie 2015 | Anglia       | 35–11 | Fiji         | Twickenham Stadium, Londra          |
| 20 septembrie 2015 | Țara Galilor | 54–9  | Uruguay      | Millennium Stadium, Cardiff         |
| 23 septembrie 2015 | Australia    | 28–13 | Fiji         | Millennium Stadium, Cardiff         |
| 26 septembrie 2015 | Anglia       | 25–28 | Țara Galilor | Twickenham Stadium, Londra          |
| 27 septembrie 2015 | Australia    | 65–3  | Uruguay      | Villa Park, Birmingham              |
| 1 octombrie 2015   | Țara Galilor | 23–13 | Fiji         | Millennium Stadium, Cardiff         |
| 3 octombrie 2015   | Anglia       | 13–33 | Australia    | Twickenham Stadium, Londra          |
| 6 octombrie 2015   | Fiji         | 47–15 | Uruguay      | Stadium:mk, Milton Keynes           |
| 10 octombrie 2015  | Australia    | 15–6  | Țara Galilor | Twickenham Stadium, Londra          |
| 10 octombrie 2015  | Anglia       | 60–3  | Uruguay      | Manchester City Stadium, Manchester |

#### Grupa B
| Loc | Echipa        | J | C | E | Î | EM | PP  | PÎ  | +/−  | PB | Pt |
| --- | ------------- | - | - | - | - | -- | --- | --- | ---- | -- | -- |
| 1   | Africa de Sud | 4 | 3 | 0 | 1 | 23 | 176 | 56  | +120 | 4  | 16 |
| 2   | Scoția        | 4 | 3 | 0 | 1 | 14 | 136 | 93  | +43  | 2  | 14 |
| 3   | Japonia       | 4 | 3 | 0 | 1 | 9  | 98  | 100 | -2   | 0  | 12 |
| 4   | Samoa         | 4 | 1 | 0 | 3 | 7  | 69  | 124 | -55  | 2  | 6  |
| 5   | SUA           | 4 | 0 | 0 | 4 | 5  | 50  | 156 | -106 | 0  | 0  |

| 19 septembrie 2015 | Africa de Sud | 32–34 | Japonia       | Brighton Community Stadium, Brighton |
| 20 septembrie 2015 | Samoa         | 25–16 | Statele Unite | Brighton Community Stadium, Brighton |
| 23 septembrie 2015 | Scoția        | 45–10 | Japonia       | Kingsholm, Gloucester                |
| 26 septembrie 2015 | Africa de Sud | 46–6  | Samoa         | Villa Park, Birmingham               |
| 27 septembrie 2015 | Scoția        | 39–16 | Statele Unite | Elland Road, Leeds                   |
| 3 octombrie 2015   | Samoa         | 5–26  | Japonia       | Stadium:mk, Milton Keynes            |
| 3 octombrie 2015   | Africa de Sud | 34–16 | Scoția        | St. James' Park, Newcastle           |
| 7 octombrie 2015   | Africa de Sud | 64–0  | Statele Unite | Stadionul Olimpic, Londra            |
| 10 octombrie 2015  | Samoa         | 33–36 | Scoția        | St. James' Park, Newcastle           |
| 11 octombrie 2015  | Statele Unite | 18–28 | Japonia       | Kingsholm, Gloucester                |

#### Grupa C
| Loc | Echipa        | J | C | E | Î | EM | PP  | PÎ  | +/−  | PB | Pt |
| --- | ------------- | - | - | - | - | -- | --- | --- | ---- | -- | -- |
| 1   | Noua Zeelandă | 4 | 4 | 0 | 0 | 25 | 174 | 49  | +125 | 3  | 19 |
| 2   | Argentina     | 4 | 3 | 0 | 1 | 22 | 179 | 70  | +109 | 3  | 15 |
| 3   | Georgia       | 4 | 2 | 0 | 2 | 5  | 53  | 123 | -70  | 0  | 8  |
| 4   | Tonga         | 4 | 1 | 0 | 3 | 8  | 70  | 130 | -60  | 2  | 6  |
| 5   | Nambia        | 4 | 0 | 0 | 4 | 8  | 70  | 174 | -104 | 1  | 1  |

| 19 septembrie 2015 | Tonga         | 10–17 | Georgia   | Kingsholm, Gloucester             |
| 20 septembrie 2015 | Noua Zeelandă | 26–16 | Argentina | Stadionul Wembley, Londra         |
| 24 septembrie 2015 | Noua Zeelandă | 58–14 | Nambia    | Stadionul Olimpic, Londra         |
| 25 septembrie 2015 | Argentina     | 54–9  | Georgia   | Kingsholm, Gloucester             |
| 29 septembrie 2015 | Tonga         | 35–21 | Nambia    | Sandy Park, Exeter                |
| 2 octombrie 2015   | Noua Zeelandă | 43–10 | Georgia   | Millennium Stadium, Cardiff       |
| 4 octombrie 2015   | Argentina     | 45–16 | Tonga     | Leicester City Stadium, Leicester |
| 7 octombrie 2015   | Nambia        | 16–17 | Georgia   | Sandy Park, Exeter                |
| 9 octombrie 2015   | Noua Zeelandă | 47–9  | Tonga     | St. James' Park, Newcastle        |
| 11 octombrie 2015  | Argentina     | 64–19 | Nambia    | Leicester City Stadium, Leicester |

#### Grupa D
| Loc | Echipa  | J | C | E | Î | EM | PP  | PÎ  | +/− | PB | Pt |
| --- | ------- | - | - | - | - | -- | --- | --- | --- | -- | -- |
| 1   | Irlanda | 4 | 4 | 0 | 0 | 16 | 134 | 35  | +99 | 2  | 18 |
| 2   | Franța  | 4 | 3 | 0 | 1 | 12 | 120 | 63  | +57 | 2  | 14 |
| 3   | Italia  | 4 | 2 | 0 | 2 | 7  | 74  | 88  | -14 | 2  | 10 |
| 4   | România | 4 | 1 | 0 | 3 | 7  | 60  | 129 | -69 | 0  | 4  |
| 5   | Canada  | 4 | 0 | 0 | 4 | 7  | 58  | 131 | -73 | 2  | 2  |

| 19 septembrie 2015 | Irlanda | 50–7  | Canada  | Millennium Stadium, Cardiff       |
| 19 septembrie 2015 | Franța  | 32–10 | Italia  | Twickenham Stadium, Londra        |
| 23 septembrie 2015 | Franța  | 38–11 | România | Stadionul Olimpic, Londra         |
| 26 septembrie 2015 | Italia  | 23–18 | Canada  | Elland Road, Leeds                |
| 27 septembrie 2015 | Irlanda | 44–10 | România | Stadionul Wembley, Londra         |
| 1 octombrie 2015   | Franța  | 41–18 | Canada  | Stadium:mk, Milton Keynes         |
| 4 octombrie 2015   | Irlanda | 16–9  | Italia  | Stadionul Olimpic, Londra         |
| 6 octombrie 2015   | Canada  | 15–17 | România | Leicester City Stadium, Leicester |
| 11 octombrie 2015  | Italia  | 32–22 | România | Sandy Park, Exeter                |
| 11 octombrie 2015  | Franța  | 9–24  | Irlanda | Millennium Stadium, Cardiff       |

### Faza eliminatorie
|  | Sferturi de finală                  | Sferturi de finală                  |                                     |    | Semifinale    | Semifinale                       |                                  |  | Finală | Finală |
|  |                                     |                                     |                                     |    |               |                                  |                                  |  |        |        |
|  | 17 octombrie – Stadionul Twickenham |                                     |                                     |    |               |                                  |                                  |  |        |        |
|  |                                     |                                     |                                     |    |               |                                  |                                  |  |        |        |
|  | Africa de Sud                       | 23                                  |                                     |    |               |                                  |                                  |  |        |        |
|  | Africa de Sud                       | 23                                  | 24 octombrie – Stadionul Twickenham |    |               |                                  |                                  |  |        |        |
|  | Țara Galilor                        | 19                                  |                                     |    |               |                                  |                                  |  |        |        |
|  | Țara Galilor                        | 19                                  | Africa de Sud                       | 18 |               |                                  |                                  |  |        |        |
|  | 17 octombrie – Millennium Stadium   |                                     | Africa de Sud                       | 18 |               |                                  |                                  |  |        |        |
|  |                                     |                                     | Noua Zeelandă                       | 24 |               |                                  |                                  |  |        |        |
|  | Noua Zeelandă                       | 62                                  | Noua Zeelandă                       | 24 |               |                                  |                                  |  |        |        |
|  | Noua Zeelandă                       | 62                                  | 31 octombrie – Stadionul Twickenham |    |               |                                  |                                  |  |        |        |
|  | Franța                              | 13                                  |                                     |    |               |                                  |                                  |  |        |        |
|  | Franța                              | 13                                  | Noua Zeelandă                       | 34 |               |                                  |                                  |  |        |        |
|  | 18 octombrie – Millennium Stadium   |                                     | Noua Zeelandă                       | 34 |               |                                  |                                  |  |        |        |
|  |                                     | Australia                           | 17                                  |    |               |                                  |                                  |  |        |        |
|  | Irlanda                             | Australia                           | 17                                  | 20 |               |                                  |                                  |  |        |        |
|  | Irlanda                             | 25 octombrie – Stadionul Twickenham |                                     | 20 |               |                                  |                                  |  |        |        |
|  | Argentina                           | 43                                  |                                     |    |               |                                  |                                  |  |        |        |
|  | Argentina                           | 43                                  | Argentina                           | 15 | Third place   | Third place                      |                                  |  |        |        |
|  | 18 octombrie – Stadionul Twickenham |                                     | Argentina                           | 15 | Third place   | Third place                      |                                  |  |        |        |
|  |                                     |                                     | Australia                           | 29 |               | 30 octombrie – Stadionul Olimpic | 30 octombrie – Stadionul Olimpic |  |        |        |
|  | Australia                           | 35                                  | Australia                           | 29 |               | 30 octombrie – Stadionul Olimpic | 30 octombrie – Stadionul Olimpic |  |        |        |
|  | Australia                           | 35                                  |                                     |    | Africa de Sud | 24                               |                                  |  |        |        |
|  | Scoția                              | 34                                  |                                     |    | Africa de Sud | 24                               |                                  |  |        |        |
|  | Scoția                              | 34                                  | Argentina                           | 13 |               |                                  |                                  |  |        |        |
|  |                                     |                                     |                                     | 13 |               |                                  |                                  |  |        |        |

## Arbitri
| Arbitri la centru - Wayne Barnes - George Clancy - JP Doyle - Jérôme Garcès - Pascal Gaüzère - Glen JacksonGlen Jackson - Craig Joubert - John Lacey - Nigel Owens - Jaco Peyper - Romain Poite - Chris Pollock | Arbitri de linie - Federico Anselmi - Stuart Berry - Mike Fraser - Angus Gardner - Leighton Hodges - Marius Mitrea - Mathieu Raynal Arbitri video - George Ayoub - Graham Hughes - Ben Skeen - Shaun Veldsman |

## Legături externe
- en  Site-ul oficial al competiției
- en  WorldRugby.org